# 2 Fast 2 Furious (colonna sonora)
2 Fast 2 Furious è la colonna sonora dell'omonimo film diretto da John Singleton, pubblicato nel 2003. L'album è distribuito dalla divisione South della Def Jam Recordings. La RIAA lo certifica disco d'oro.
Nell'album non è presente la traccia d'apertura del film, che sostituisce la classica intro della Universal Pictures, "Like a Pimp" di David Banner e Lil' Flip.
| Recensione | Giudizio |
| ---------- | -------- |
| AllMusic   | [ 1 ]    |
| RapReviews | [ 3 ]    |

## Tracce
1. Ludacris – Start (Intro) – 0:09
2. Ludacris – Act a Fool – 4:30
3. Trick Daddy – Represent – 3:38
4. I-20 – Slum (feat. Shawnna and 2 Chainz) – 3:06
5. Tyrese and Ludacris – Pick Up the Phone (feat. R. Kelly) – 4:53
6. 8Ball – Hands in the Air – 4:12
7. Chingy – Gettin' It – 4:19
8. Shawnna – Block Reincarnated (feat. Kardinal Offishall) – 4:18
9. Joe Budden – Pump It Up – 4:11
10. Dead Prez – Hell Yeah – 4:32
11. Jin – Peel Off – 4:09
12. Fat Joe – We Ridin' – 3:01
13. Lil' Flip – Rollin on 20's – 4:09
14. Dirtbag – Fuck What a Nigga Say... – 3:16
15. Pitbull – Oye – 4:02
16. K'Jon – Miami – 4:18
17. Ludacris – Finish (Outro) – 0:10

Le tracce 4, 7, 10 e 12 non sono presenti nel film.

## Classifiche

### Classifiche settimanali
| Classifica (2003)         | Posizione raggiunta |
| ------------------------- | ------------------- |
| Austria                   | 22                  |
| Belgio (Vallonia)         | 50                  |
| Francia                   | 57                  |
| Germania                  | 11                  |
| Nuova Zelanda             | 18                  |
| Stati Uniti               | 5                   |
| US Top R&B/Hip-Hop Albums | 1                   |
| Svizzera                  | 26                  |

### Classifiche di fine anno
| Classifica (2003)         | Posizione raggiunta |
| ------------------------- | ------------------- |
| Stati Uniti               | 98                  |
| US Top R&B/Hip-Hop Albums | 63                  |